# Angolagate
O Angolagate (termo criado pelo jornal Le Monde em alusão ao Caso Watergate), também conhecido como “Caso das vendas de armas a Angola” (em francês: “Affaire des ventes d'armes à l'Angola”), “Caso Falcone” (em francês: “Affaire Falcone”), e fora da França por “Caso Mitterand-Pasqua” (em francês: “Affaire Mitterrand-Pasqua”), é um processo judicial no qual estão envolvidas várias personalidades políticas francesas de primeiro escalão, incluindo um ministro do interior, um filho de presidente da república, dois milionários, um ex-prefeito, um magistrado, e um ex-deputado.

## História
O caso trata da venda de armas soviéticas e francesas estimadas em 790 milhões de dólares norte-americanos ao governo de Angola do presidente José Eduardo dos Santos em 1994, durante a Guerra Civil Angolana. As negociações permitiram a numerosas personalidades francesas receber comissões ilegais.
Essa venda foi comandada por um intermediário franco-canadiano, Pierre Falcone, e um homem de negócios franco-israelita-canadiano-angolano de origem russa, Arcadi Gaydamak, próximo dos serviços de inteligência russos e de alguns oligarcas. A fabricante de armas Thomson-CSF e o banco BNP Paribas estavam igualmente envolvidos. O caso também atingiu o ex-assessor do presidente francês François Mitterrand, Jacques Attali. Gaydamak e Falcone foram acusados judicialmente de, entre 1993 e 1998, terem vendido para Angola armas de origem russa sem autorização do Estado francês.
O governo de Angola alega que este caso viola a sua soberania, por abordar um caso relacionado com o “segredo de defesa do país”.

## Lista de armas vendidas
Ocorreram duas vendas. De todas as vendas, a das minas terrestres antipessoais foi a que mais chocou a mídia e a população francesa e estrangeira, porque mataram e aleijaram civis em sua grande maioria.
Primeira venda:
- 30 carros de combate de tipo T-62 de fabricação soviética, no valor de US$ 280.000 cada.
- 40 veículos de combate de infantaria de tipo BMP-2 de fabricação soviética, no valor de US$ 350.000 cada.
- 6.250 fuzis AK-47.
- 50 lançadores de granada automáticos.
- 150 lançadores-propelentes de granadas.
- 24 canhões autopropelidos de 122 mm.
- 6 canhões de 130 mm.
- 18 metralhadoras de defesa antiaérea.
- 12 lança-foguetes de 122 mm.
- 8 lança-foguetes múltiplos (M270 Multiple Launch Rocket System ou M270 MLRS).
- 13.003.000 munições de calibre 7,62 mm.
- 750.000 munições de calibre 5,45 mm.
- 16.000 granadas de 30 mm.
- 5.000 granadas de 40 mm.
- 5.000 obuses de morteiro de 82 mm.
- 5.400 projéteis para canhão de 122 mm.
- 5.000 granadas de mão defensivas.
- 5.000 granadas de mão ofensivas.
- 5.000 granadas antipessoais.
- 50.000 munições explosivas de 30 mm.
- 1.500 detonadores para cartuchos.
- 3.000 obus de 73 mm para carros.
- 3.500 obus de 115 mm para carros.

Segunda venda, a mais importante:
- 50 carros de combate de tipo T-62.
- 300 veículos de combate de infantaria.
- 50 veículos de transporte de tropas blindados.
- 15 veículos blindados de evacuação.
- 38.000 fusis metralhadoras.
- 250 lançadores de granada automáticos AGS-17.
- 500 lança-foguetes RPG-7.
- 315 morteiros de 82 mm.
- 6 canhões de 130 mm.
- 12 canhões auto-propulsados de 122 mm.
- 36 obus para canhão de 122 mm.
- 18 lança-foguetes múltiplos.
- 48 metralhadoras de defesa antiaérea,
- 24 canhões de 152 mm.
- 2.000 lançadores-propelentes de granadas.
- 48.050.000 cartuchos de 7,62 mm.
- 2.500.000 cartuchos de 5,45 mm.
- 10.000 granadas PG-7.
- 30.000 granadas de 30 mm.
- 10.000 granadas de 40 mm.
- 32.000 obuses de morteiros de 82 mm.
- 3.000 obuses de 73 mm.
- 1.500 obuses de 115 mm.
- 9.510 obuses de 122 mm.
- 1.740 obuses de 130 mm.
- 2.000 obuses para canhão de 152 mm.
- 120.000 obuses de 30 mm.
- 25.000 granadas de mão defensivas.
- 25.000 granadas de mão ofensivas.
- 170.000 minas terrestres antipessoais.
- 650.000 detonadores para minas terrestres antipessoais.
- 80 veículos 4x4.
- 820 caminhões tough terrain 4×4.
- 370 caminhões tough terrain 6×6.
- 60 ambulâncias.
- 12 helicópteros.
- 4 motores de avião.
- 6 navios de guerra, dentre eles 2 patrulheiros e 2 lança-mísseis.
- Materiais de engenharia militar, dentre os quais 6 pontes metálicas mecânicas, 5 veículos de transporte anfíbio, 5 pontes autopropulsoras, e uma ponte flutuante metálica de 200 m.
- Diversos artigos, tais como bússolas, equipamentos de visão noturna, coletes a prova de balas, cartucheiras, uniformes camuflados, máscaras de gás, uniformes completos, compressores, cisternas de água e explosivos.

## Publicações sobre o caso

### Livros
- Karl Laske, Des coffres si bien garnis, Éditions Denoël.
- Nicolas Beau, La maison Pasqua, Éditions les Arènes
- Paul-Loup Sulitzer, Le Roi rouge, Éditions du Rocher
- Paul-Loup Sulitzer, Angolagate, chronique d'un scandale d'État, Éditions du Rocher

### Artigos
- « Les hommes de l'"Angolagate" », Le Monde, 12 de janeiro de 2001.
- « Angolagate: Les dessous d'un trafic d'armes », L'Express, 28 de dezembro de 2000.